# Diplomacia paralela
Se denomina diplomacia paralela o "diplomacia de canal oculto" a la práctica de "contactos y actividades no gubernamentales, informales y no oficiales, entre ciudadanos particulares o grupos de individuos, a veces llamados actores no estatales". Contrasta con la diplomacia oficial y gubernamental que se produce dentro de los canales oficiales del gobierno. Sin embargo, la diplomacia paralela no es un sustituto de la diplomacia oficial. Más bien, está ahí para ayudar a los actores oficiales a gestionar y resolver conflictos mediante la exploración de posibles soluciones derivadas de la opinión pública y sin los requisitos de la negociación formal o el regateo para obtener ventajas. Además, el término diplomacia intermedia de la diplomacia es utilizado por algunos analistas para definir una situación en la que actores oficiales y no oficiales cooperan en la resolución de conflictos.

## Historia
En 1981, Joseph V. Montville, entonces empleado del Departamento de Estado de los Estados Unidos, acuñó las frases diplomacia paralela  en "La política exterior según Freud", que apareció en Foreign Policy (Davidson & Montville, 1981). La diplomacia oficial era lo que hacían los diplomáticos, es decir, las negociaciones formales entre naciones llevadas a cabo por diplomáticos profesionales. La diplomacia paralela se refería a los esfuerzos de resolución de conflictos por parte de profesionales y teóricos de la resolución de conflictos no gubernamentales. "La diplomacia paralela tiene como objeto la reducción o resolución de conflictos, dentro de un país o entre países, disminuyendo la ira o la tensión o el miedo existentes, mediante una mejor comunicación y una mejor comprensión del punto de vista del otro".
Los esfuerzos de estos profesionales de la resolución de conflictos, que generalmente operan a través de organizaciones no gubernamentales y universidades, surgieron de la constatación por parte de los diplomáticos y otras personas de que las interacciones oficiales formales de gobierno a gobierno no eran necesariamente los métodos más eficaces para asegurar la cooperación internacional o resolver las diferencias.
La diplomacia paralela es una interacción no oficial y no estructurada. Es siempre abierta, a menudo altruista, y ... estratégicamente optimista, basada en el análisis del mejor caso. Su hipótesis subyacente es que los conflictos reales o potenciales pueden resolverse o aliviarse apelando a las capacidades humanas comunes para responder a la buena voluntad y la sensatez. Los intercambios científicos y culturales son ejemplos de diplomacia paralela. El problema que la mayoría de los liberales políticos no reconocen es que la interacción razonable y altruista con los países extranjeros no puede ser una alternativa a la diplomacia tradicional oficial, con sus posturas oficiales y su amenaza subyacente del uso de la fuerza. Ambas vías son necesarias por razones psicológicas y ambas se necesitan mutuamente.
Montville (Davidson & Montville, 1981) sostiene que hay dos procesos básicos en la diplomacia paralela. El primero consiste en facilitar talleres que reúnen a los miembros de los grupos en conflicto para desarrollar relaciones personales, entender el conflicto desde la perspectiva de los demás y desarrollar estrategias conjuntas para resolver el conflicto. El segundo proceso consiste en trabajar para cambiar la opinión pública: "Aquí la tarea es psicológica y consiste en reducir el sentimiento de víctima de las partes y rehumanizar la imagen del adversario".
Montville subrayó que la Diplomacia Paralela no es un sustituto de la Diplomacia Oficial, sino que compensa las limitaciones impuestas a los líderes por las expectativas psicológicas de su pueblo. Y lo que es más importante, la diplomacia de la vía dos pretende servir de puente o complemento a las negociaciones oficiales de la vía uno.
Los métodos para llevar a cabo estas actividades siguen evolucionando, al igual que las ideas sobre qué personas -que representan diversos papeles y funciones en la sociedad y el gobierno- deben incluirse. Montville señala que "no hay pruebas de que los talleres de resolución de conflictos funcionen para los principales líderes políticos, tal vez porque son demasiado duros o incluso impermeables al proceso de humanización". John McDonald (septiembre de 2003 - agosto de 2004) secunda esta suposición pero considera que se debe simplemente a que los líderes están atrapados en roles rígidos y políticamente tienen menos acceso a la fluidez que los individuos más alejados de la cúpula del gobierno (McDonald, septiembre de 2003 - agosto de 2004).
En 1986, John McDonald y Diane Bendahmane (1987) elaboraron Conflict Resolution: Track Two Diplomacy, un libro que recopilaba las reflexiones de varios profesionales de la Vía Uno y de la Vía Dos y que confirmaba la necesidad de que el gobierno apoyara, fomentara y trabajara con la Vía Dos. El Departamento de Estado se negó a imprimir el libro durante dieciocho meses porque el Departamento está muy a la defensiva en cuanto a su derecho, capacidad y autoridad para llevar a cabo la resolución de conflictos. El libro se publicó finalmente en 1987 y en él se afirma que
... el aparato oficial del gobierno para analizar las cuestiones de seguridad internacional y diseñar la política exterior tiene que equiparse para apoyar y beneficiarse de la diplomacia de segunda vía. Como parte del proceso, los analistas gubernamentales deben mejorar sus capacidades para comprender cómo interactúan la historia, la sociedad, la cultura y la psicología.
En una sesión informativa especial para representantes de organizaciones no gubernamentales, el Director Adjunto del Departamento de Estado de los Estados Unidos para Asuntos Políticos en la Oficina de Irak presentó una petición de ayuda a las ONG (Paul Sutphin, 2004). Actuando bajo la iniciativa y la autoridad de Secretario Colin Powell, los analistas iraquíes del Departamento de Estado explicaron sus frustraciones a la hora de llevar a cabo el diálogo, desarrollar las relaciones de base y reconstruir las infraestructuras. Lejos de admitir que el Departamento de Estado estaba limitado en su derecho, capacidad y autoridad para llevar a cabo la resolución de conflictos, admitieron que no podían establecer relaciones ni gastar dinero con la suficiente rapidez para reconstruir Irak a tiempo para apaciguar a los iraquíes y que necesitaban ayuda para hacerlo. Esta puede no ser la situación ideal en términos de cooperación entre las ONG y el Departamento de Estado.
"Further Exploration of Track Two Diplomacy" se publicó en 1991 como Occasional Paper (McDonald), y como capítulo en Timing the De-Escalation of International Conflicts (Kriesberg & Thorson, 1991). Además, en el mismo año, "The Arrow and the Olive Branch", escrito como artículo en The Psychodynamics of International Relations, Montville añade el tercer proceso en la diplomacia de la vía dos. Aparte de los dos procesos anteriores de facilitar pequeños talleres e influir en la opinión pública, afirma que el tercer proceso es el desarrollo económico cooperativo. Aunque no parezca esencial para la resolución de conflictos, es significativo en el sentido de que proporciona incentivos, apoyo institucional y continuidad a los procesos políticos y psicológicos.
En 1996, la Dra. Louise Diamond y John McDonald publicaron Multi-Track Diplomacy: Un enfoque sistémico para la paz. Desde entonces, el modelo se ha desarrollado de forma más sólida y la segunda vía original se ha ampliado a nueve vías: establecimiento de la paz a través de la diplomacia, resolución de conflictos, comercio, implicación personal, aprendizaje, defensa, religión, financiación, información.
Uno de los procesos de diálogo de segunda vía que ha tenido éxito pueden ser los Acuerdos de Oslo de 1993 entre Israel y la Organización para la Liberación de Palestina (OLP), que lograron algunos avances notables en la relación entre israelíes y palestinos. Los contactos comenzaron como una diplomacia de segunda vía, con una iniciativa no oficial del académico noruego Terje Rød-Larsen, pero se convirtieron en una diplomacia de primera vía cuando terminaron, finalizando con un apretón de manos entre el Primer Ministro israelí Yitzhak Rabin y el jefe de la OLP Yasser Arafat en el césped de la Casa Blanca.
Otro ejemplo puede ser el Grupo de Diálogo de Sala Judío-Palestino, que comenzó en 1992. De 2003 a 2007 se asoció con el Campamento Tawonga para llevar a cientos de adultos y jóvenes de 50 ciudades diferentes del Palestina y de Israel a convivir y comunicarse con éxito en el Campamento de pacificadores familiares palestino-judíos-Oseh Shalom - Sanea al-Salam.